# Bias
Biasurile sunt o categorie largă de noțiuni din logică însemnând, în general, o exagerare în favoarea sau împotriva unui lucru, a unei persoane sau a unui grup în comparație cu alt lucru, altă persoană sau alt grup, într-un mod considerat a fi incorect sau injust. 

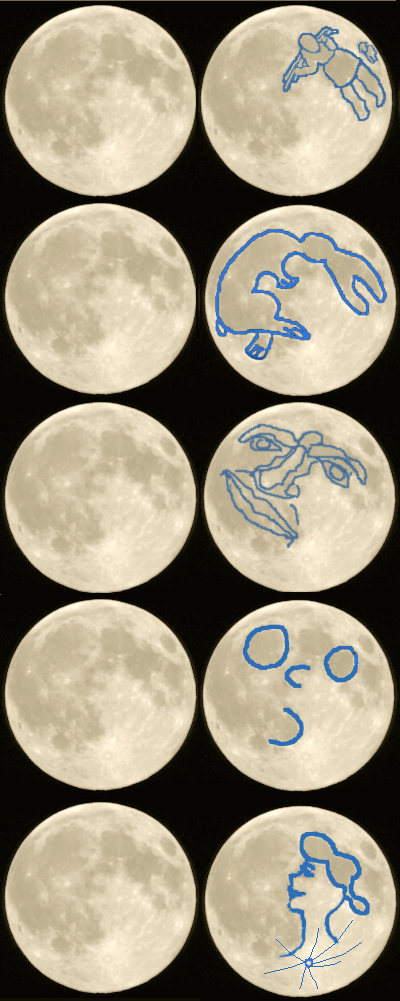
Interpretările unor forme întâmplătoare a craterelor de pe Lună. Un exemplu banal de bias perceptiv cauzat de pareidolie.

Biasurile pot fi învățate implicit în contextul cultural.                                      
Oamenii pot căpăta biasuri față de un individ, un grup etnic, o identitate sexuală sau de gen, o națiune, o religie sau o clasă socială, față de un partid politic, față de paradigme teoretice și ideologii în domenii academice sau față de o specie. 
Biasul are la bază o vedere unilaterală, lipsa unui punct de vedere neutru, a unei minți deschise. Biasul poate apărea sub multe forme și este legat de prejudecăți și de intuiție.
În știință și inginerie, un bias este o eroare sistematică.        
Biasul statistic, de exemplu, rezultă din eșantionarea injustă a unei populații sau dintr-un proces de estimare care, în medie, nu dă, cu acuratețe, rezultate corecte. 

## Etimologie
Cuvântul a fost mai întâi împrumutat din greaca veche (βιάς = violență) în provensala veche și mai apoi în franceză sub forma biais și în portugheză sub forma viés. Engleza a preluat termenul în forma inițială, bias.

## Tipuri de bias

### Biasuri cognitive

#### Ancorare
Ancorarea este o euristică psihologică care descrie tendința de a se baza, în luarea deciziilor, pe prima informație întâlnită.
Conform acestei euristici, indivizii încep cu un punct de referință sugerat implicit ("ancora") și fac ajustări pentru a ajunge la estimarea inițială.
De exemplu, prețul inițial oferit pentru o mașină folosită stabilește standardul pentru restul negocierilor, astfel încât prețurile mai mici decât prețul inițial să pară mai rezonabile, chiar dacă acestea rămân și ele mai ridicate decât ceea ce merită mașina. 

#### Apofenia
Apofenia, cunoscută și sub denumirea de patternicitate,  sau agenticitate, este tendința umană de a percepe modele semnificative în cadrul unor date pur aleatorii.                                                    
Apofenia este bine cunoscută din cercetările făcute asupra jucătorilor de noroc, ca o motivație a acestora. Jucătorii își imaginează că văd modele în numerele care apar în loterii, jocuri de cărți sau la ruletă.  O manifestare a acestui lucru este cunoscută sub numele de "eroarea jucătorului". 
Pareidolia
Articol principal: Pareidolie
Pareidolia este forma vizuală sau auditivă a apofeniei.                                                                               S-a sugerat de către unii cercetători istorici că pareidolia, combinată cu hierofania, ar fi ajutat societățile antice să organizeze haosul și să facă lumea inteligibilă. 

### Bias de atribuire
Un bias de atribuire se poate întâmpla atunci când indivizii evaluează sau încearcă să descopere explicații în spatele comportamentelor proprii și ale altora.                                                                                  Oamenii fac atribuiri cu privire la cauzele propriilor lor comportamente și ale altora; dar aceste atribuiri nu reflectă neapărat cu precizie realitatea.   
În loc să opereze ca perceptori obiectivi, indivizii sunt înclinați spre alunecări perceptuale care să le permită înțelegerea autocomplezentă a lumii lor sociale. 
Atunci când îi judecăm pe alții, tindem să presupunem că acțiunile lor sunt rezultatul unor factori interni, cum ar fi personalitatea, în timp ce avem tendința de a da drept cauză a propriilor noastre acțiuni circumstanțe externe.  
Există o gamă largă de tipuri de prejudecăți de atribuire, cum ar fi eroarea de atribuire finală, eroarea de atribuire fundamentală, prejudecata de actor-observator și autocomplezența (self-serving bias). 
Exemple de biasuri de atribuire:

#### Biasul de confirmare
Biasul de confirmare este tendința de a căuta, interpreta, favoriza și a-și reaminti informațiile într-un mod care să confirme credințele sau ipotezele cuiva, acordând în același timp o atenție disproporționat de mică informațiilor care o contrazic.
Efectul este mai puternic în cazul situațiilor încărcate emoțional și în cazul credințelor profund înrădăcinate.  
Oamenii tind de asemenea să interpreteze dovezile ambigue ca sprijinind poziția lor existentă.                      
Căutarea, interpretarea și memoria deformate au fost invocate pentru a explica polarizarea atitudinii (atunci când un dezacord se adâncește, chiar dacă diferitele părți sunt expuse acelorași dovezi), perseverarea în credință (atunci când convingerile dăinuie chiar și după ce dovezile care le sprijineau s-au dovedit a fi false), efectul primar irațional (dependența mai mare de informația întâlnită la început) și corelația iluzorie (atunci când oamenii fac în mod arbitrar o legătură între evenimente sau situații fără legătură între ele).  
Conflictele de confirmare contribuie la supraîntărirea convingerilor personale și pot menține sau întări credințele în fața dovezilor contrare.  
Multe decizii dezastruoase, luate în contexte politice și organizaționale de maximă importanță, au fost cauzate de acest tip de eroare. 

#### Bias de încadrare
Încadrarea implică construirea socială a fenomenelor sociale de către sursele mass-media, mișcările politice sau sociale, liderii politici și așa mai departe.  
Este o influență asupra modului în care oamenii organizează, percep și comunică în legătură cu realitatea.
Încadrarea poate fi pozitivă sau negativă, în funcție de public și de felul informațiilor prezentate.  
În scopuri politice, încadrarea este de așa natură încât prezintă adesea faptele într-un mod care implică o problemă stringentă, care necesită o soluție.                                         
Membrii partidelor politice încearcă să formuleze chestiuni într-un mod care să facă o soluție favorabilă propriei lor înclinații politice, și să pară astfel cea mai potrivită modului de acțiune pentru situația în curs.
În teoria socială, încadrarea este o schemă de interpretare, o colecție de anecdote și stereotipuri, pe care se bazează indivizii pentru a înțelege și a răspunde la evenimente.                                                      Oamenii folosesc filtre pentru a înțelege lumea, alegerile pe care le fac apoi sunt influențate de crearea cadrului ce rezultă. 

#### Biasul cultural
Biasul cultural este fenomenul asociat interpretării și judecării fenomenelor prin standarde inerente culturii proprii.                                             
Există numeroase astfel de prejudecăți, referitoare la normele culturale privind culoarea, localizarea părților corpului, alegerea prietenului sau a partenerului, conceptele de justiție, valabilitatea lingvistică și logică, acceptabilitatea dovezilor și tabuurile.  
Oamenii obișnuiți tind să-și imagineze alți oameni ca fiind practic la fel cu ei, nu semnificativ mai mult sau mai puțin valoroși, probabil atașați emoțional la diferite grupuri și diferite țări. 

#### Efect de aură și efect de corn
Vorbim despre efect de aură și efect de corn atunci când impresia generală a unui observator despre o persoană, o organizație, o marcă sau un produs îi influențează percepțiile cu privire la specificitatea caracterului sau proprietăților acelei entități.  
Termenul de efect de aură se bazează pe conceptul de aură al sfinților și este un tip specific de bias de confirmare, în care sentimentele pozitive dintr-o zonă cauzează faptul că unele caracteristici discutabile sau necunoscute să fie văzute pozitiv .   
Dacă observatorului îi place un aspect al unui lucru, el va avea o predispoziție pozitivă față de tot ce este legat de obiectul respectiv.   
Se știe dintotdeauna că apariția unei persoane atrăgătoare fizic produce efectul de aură.                                                                    Efectul de aură este prezent, de asemenea, în domeniul marketingului de marcă, care afectează percepția companiilor și a organizațiilor neguvernamentale (ONG-uri).     
Opusul efectului de aură este efectul de corn, atunci când "oamenii cred că trăsăturile negative sunt interconectate" și se referă la coarnele diavolului.                                                                                            
Efectul de corn lucrează într-o direcție negativă: dacă observatorului nu-i place un aspect al unui lucru, va avea o predispoziție negativă față de alte aspecte ale aceluiași lucru. 
Ambele aceste biasuri se confruntă deseori cu expresii precum "cuvintele înseamnă ceva"   și "cuvintele tale au o poveste".

#### Autocomplezență (Self-serving bias)
Articol principal: Autocomplezență
Autocomplezența (Self-serving bias) este tendința proceselor perceptuale sau cognitive de a fi distorsionate de nevoia individului de a-și menține și de a-și spori încrederea în sine. Este tendința de a considera desăvârșite propriile capacități și eforturi, dar de a atribui eșecul factorilor externi, de a respinge legitimitatea criticii negative care ni se aplică, de a ne concentra pe calitățile noastre pozitive și pe realizările noastre, dar de a nu ne lua în considerare defectele și eșecurile.  
Studiile au demonstrat că această prejudecată poate afecta comportamentul la locul de muncă, în relațiile interpersonale, în sport  și în deciziile consumatorilor.

#### Bias al statu-quo-ului
Biasul de statu-quo este un bias emoțional; o preferință pentru situația actuală.
Linia actuală de bază (sau statu-quo-ul) este luată ca referință, iar orice modificare de la linia de bază este percepută ca o pierdere.                     
Abaterea de la statu-quo ar trebui să se distingă de o preferință rațională pentru statu quo ante, ca atunci când starea actuală a afacerilor este superioară obiectivelor, în comparație cu alternativele disponibile, sau atunci când informațiile imperfecte sunt o problemă semnificativă. Un număr mare de dovezi, totuși, arată că prejudecățile legate de statu-quo afectează frecvent procesul decizional uman.    

### Conflict de interese
Un conflict de interese este atunci când o persoană sau o asociație are interese concurente (financiare, personale etc.) care, eventual, ar putea  duce la corupție.   
Conflictul potențial este autonom față de acțiunile necorespunzătoare actuale, poate fi găsit și dezamorsat în mod conștient înainte ca apariția corupției să se întâmple.  
Un conflict de interese este un set de circumstanțe care creează riscul ca judecata profesională sau acțiunile privind un interes general să fie influențate în mod nejustificat de un interes personal sau de grup.  
Deci conflictul de interese există dacă circumstanțele sunt acceptate în mod rezonabil ca prezentând riscul ca alegerile făcute să fie afectate în mod nejustificat de interesele personale sau de grup. 

#### Mită
Mita este oferirea de bani, bunuri sau alte forme de recompensă pentru a influența comportamentul destinatarului.
Mita poate include bani (inclusiv "șpaga"), bunuri, drepturi în acțiune, drepturi de proprietate, privilegii, indemnizații, cadouri, avantaje, facilitarea fraudei fiscale, trafic de influență, reduceri preferențiale, licitații trucate, comisioane ilegale, finanțări interesate, donații înteresate, contribuții ilegale la campanii politice, sponsorizări ilegale, opțiuni de stoc, comisioane secrete sau promoții ilegale.
Așteptările, atunci când o tranzacție monetară este adecvată, pot fi diferite de la un loc la altul.                                                                           Contribuțiile de campanie politică sub formă de numerar sunt considerate acte criminale de corupție în unele țări, în timp ce în Statele Unite acestea sunt legale, cu condiția să adere la legea electorală.  
"Șpăgile" sunt considerate luare de mită în unele societăți, dar nu și în altele. 

#### Favoritism
Favoritismul, uneori cunoscut sub numele de favoritism în grup, sau bias în grup, se referă la o formă de favorizare a membrilor unui grup în dauna celor din afara grupului. Acest lucru poate fi exprimat în evaluarea negativă a altora, în alocarea resurselor și în multe alte moduri.
Acest lucru a fost studiat de psihologi, în special de psihologi sociali, și legat de conflictele de grup și de prejudecăți.  
Clientelismul este favorizarea prietenilor vechi, mai ales prin numirea lor în funcții de autoritate, indiferent de calificarea lor. Nepotismul este favorizarea rudelor.

#### Activitatea de lobby
Activitatea de lobby este încercarea de a influența alegerile făcute de administratori, de parlamentari (legislatori) în mod frecvent sau de persoane din agențiile administrative.
Lobiștii se pot afla în circumscripțiile electorale ale unui legislator sau nu; ei pot să se angajeze într-un lobby ca o afacere sau nu. Lobby-ul este adesea tratat cu dispreț, considerându-se că persoanele cu putere socio-economică corup legea pentru a-și servi propriile interese. Vorbim și în acest caz de conflict de interese atunci când oamenii care au datoria de a acționa în numele altora, cum ar fi aleșii care au datoria de a sluji interesele celor care i-au votat sau, în general, binele comun, profită de ocazie pentru a legiui în favoarea unor interese private.  
Acest lucru poate duce la o dezbatere care urmărește să influențeze problema prin intermediul grupurilor de interese. 

#### Probleme de reglementare
Autoreglementarea este procesul prin care o organizație își monitorizează propria aderare la standardele legale, etice sau de siguranță, mai degrabă decât să aibă o agenție externă independentă, cum ar fi o entitate de monitorizare ca terță parte, care să aplice aceste standarde.
Autoreglementarea oricărui grup poate crea un conflict de interese.                                                                Dacă o organizație, cum ar fi o corporație sau o birocrație guvernamentală, este rugată să elimine comportamentul neetic în cadrul grupului propriu, ar putea fi în interesul lor, pe termen scurt, să elimine doar aspectul comportamentului neetic, mai degrabă decât comportamentul propriu-zis. 
Reglementarea captivă este o formă de corupție politică care poate apărea atunci când o agenție de reglementare, creată pentru a acționa în interesul public, promovează, dimpotrivă, preocupările comerciale sau politice ale grupurilor de interese speciale care domină industria sau sectorul în care este însărcinată cu reglementarea.
Reglementările captive apar deoarece grupurile sau persoanele cu un interes ridicat în rezultatul deciziilor politice sau de reglementare pot să-și concentreze resursele și energiile în încercarea de a obține efectele politice dorite, în timp ce membrii ai publicului, fiecare cu o miză individuală mică în domeniu, le vor ignora cu totul.
Reglementarea captivă este un risc la care o agenție de reglementare este expusă prin însăși natura sa.

#### Falsul cumpărător (engleză: shilling)
Un vânzător angajează în mod ilegal și imoral o persoană ca să o facă pe cumpărătorul entuziast al unui produs. Eficacitatea acestei escrocherii se bazează pe psihologia mulțimii pentru a încuraja alți spectatori sau membri ai publicului să achiziționeze bunurile sau serviciile (sau să accepte ideile pe care le comercializează). Procedeul este ilegal în unele locuri, dar legal în altele.
Un exemplu asemănător este publicarea de recenzii care dau impresia unor opinii autonome. 

### Bias statistic
Biasul statistic este o tendință sistematică de favorizare a anumitor date în procesul de colectare a datelor, ceea ce conduce la rezultate falsificate.              
Acest lucru poate apărea în multe moduri, în modul în care eșantionul este selectat sau în modul în care sunt colectate datele.
Este o proprietate a unei tehnici statistice sau a rezultatelor acesteia, prin care valoarea estimată a rezultatelor diferă de parametrul cantitativ adevărat. 

#### Bias de prognoză
Bias de prognoză este atunci când există diferențe consistente între rezultate și previziuni. Cu alte cuvinte: previziunile pot avea o tendință generală de a fi prea mari sau prea mici față de rezultate. 

#### Efect de așteptare
Efectul de așteptare este atunci când așteptările unui cercetător îl determină să influențeze subconștient datele unui experiment. Acesta este de obicei controlat prin folosirea un sistem dublu-orb, și a fost un motiv important pentru dezvoltarea de experimente dublu-orb. 

#### Bias de raportare și bias de dezirabilitate socială
În epidemiologie și în cercetarea empirică, biasul de raportare este definit ca "anunțarea sau suprimarea selectivă a informațiilor" legate de comportamentul unor subiecți, nedorite de către subiecții înșiși  sau de către cercetători. 
Se referă la o tendință de a subraporta rezultatele experimentale neașteptate sau nedorite, în timp ce sunt favorizate rezultatele așteptate sau dorite.                                                                                                  Acest lucru se poate propaga, deoarece fiecare instanță consolidează statu-quo-ul, iar experții, mai târziu, își vor justifica propriile prejudecăți de raportare, observând că experții anteriori au raportat diferit rezultatele. 
Biasul de dezirabilitate socială este o prejudecată în cercetarea din cadrul științelor sociale în care respondenții sondajului pot tenta să răspundă la întrebări conform așteptăeilor pozitive și nu conform realității din comportamentul lor obișnuit.                                                  El poate lua forma comportamentului excesiv lăudabil sau a unui raportări nedorite de comportament nedorit.  
Această prejudecată interferează cu interpretarea tendințelor medii, precum și cu cea a diferențelor individuale. Înclinația reprezintă o problemă majoră a chestionarelor de auto-raportare; foarte puțin probabile sunt autoraportările de abilități, de trăsături de personalitate, de comportament sexual și de consumul de droguri . 

#### Bias de selecție
Biasul de selecție este o prejudecată, conștientă sau inconștientă, introdusă într-un studiu, prin modul în care sunt selectate persoane, grupuri sau date pentru analiză, dacă într-un astfel de mod nu se obține o randomizare adevărată, astfel că eșantionul obținut nu este reprezentativ pentru populația care urmează să fie analizată. Acest lucru are ca rezultat un eșantion care nu va da rezultate valabile pentru întreaga populație studiată. 

### Prejudecăți
Se consideră că biasul și prejudecățile sunt strâns legate. Prejudecata este o pre-judecare sau o opinie formată înainte de conștientizarea faptelor și datelor relevante ale unui caz.  
Termenul este adesea folosit pentru a se referi la idei și judecăți preconcepute, de obicei nefavorabile, față de anumite grupuri de oameni sau față de o persoană din cauza genului, opiniei politice, clasei sociale, vârstei, dizabilității, religiei, sexualității, rasei sau etniei, limbii, naționalității sau a altor caracteristici de grup sau personale. Prejudecata se poate referi și la credințe nefondate și poate include "orice atitudine nerezonabilă care este neobișnuit de rezistentă la influența rațională".

#### Clasism
Clasismul este discriminarea pe baza clasei sociale . Ea include atitudini din care are de câștigat clasa superioară în detrimentul clasei inferioare sau invers. 

#### Lookism(favorizarea aspectului fizic)
Lookismul înseamnă stereotipurile, prejudecățile și discriminarea pe baza atractivității fizice sau, mai general, a oamenilor a căror apariție se potrivește cu preferințele culturale.                                            Mulți oameni emit judecăți automate asupra altora în funcție de aspectul lor fizic care influențează modul în care aceștia se comportă cu aceste persoane. 

#### Rasism
Rasismul constă în ideologii bazate pe dorința de a domina sau credința nejustificată, irațională în inferioritatea unei alte rase.                                       De asemenea, poate exista credința că membrii unor rase diferite ar trebui tratați în mod diferit.   

#### Sexism
Sexismul este o discriminare bazată pe sexul sau genul unei persoane. Sexismul poate afecta orice gen, dar este în special documentat ca afectând femeile și fetele.  Aceasta a fost legată, de-a lungul timpului, de stereotipuri și roluri de gen  și poate include convingerea că un sex sau un gen este, în mod natural, superior celuilalt. 

## Biasuri contextuale

### Bias în mediul academic

#### Bias academic
Biasul academic este biasul cercetătorilor, in care credințele pot modela cercetarea și comunitatea științifică. Revendicările de bias sunt adesea legate de pretențiile conservatorilor de prejudecăți omniprezente împotriva conservatorilor politici și a creștinilor religioși.  Unii au susținut că aceste afirmații se bazează pe dovezi anecdotale care nu ar indica în mod fiabil o  tendință sistematică   și au sugerat că această divizare se datorează autoselecției conservatorilor care aleg să nu urmeze cariere academice.   Există unele dovezi că percepția părtinirea de clasă poate fi înrădăcinată în problemele sexualității, rasei, clasei și sexului la fel de mult sau mai mult decât în religie.  

#### Bias de experimentator
În cercetarea științifică, biasul de experimentator apare atunci când așteptările experimentatorului privind rezultatele studiului influențează rezultatul cercetării.
Exemple de baisuri experimentale includ influențe conștiente sau inconștiente asupra comportamentului subiectului, inclusiv crearea de caracteristici ale cererii care influențează subiecții și înregistrarea modificată sau selectivă a rezultatelor experimentale înseși. 

#### Bias de finanțare
Biasul de finanțare se referă la tendința unui studiu științific de a merge, inconștient sau nu, în direcția intereselor sponsorului financiar al studiului. Acest fenomen este atât de cunoscut încât cercetătorii efectuează studii pentru a examina biasul în studiile publicate anterior. Ea poate fi cauzată de oricare sau toate: un conștient sau inconștient sentiment de obligație al cercetătorilor față de angajatorii lor, abatere sau malpraxis, bias în publicare,     sau bias de raportare părtinire.

#### Biasul citării de pe internet
Biasul citării de pe internet ( Full text on net sau FUTON) este o tendință a cercetătorilor de a cita reviste academice cu acces deschis - adică reviste care fac ca textul lor să fie disponibil pe internet fără taxă - în lucrările proprii, și mult mai puțin din publicațiile cu  acces cu taxă.  Cercetătorii pot descoperi și accesa mai ușor articole care au textul lor complet pe internet fără taxă, ceea ce crește probabilitatea ca autorii să citească, și să citeze aceste articole, acest lucru poate crește factorul de impact al revistelor cu acces deschis în raport cu publicațiile fără acces liber.      
Un bias asemănător este cauzat de faptul că cercetătorii au tendința să citească și să citeze mult mai mult articolele care au la început un sumar , decât pe cele care nu au așa ceva. 

#### Biasul de publicare
Biasul de publicare este un tip de bias privind cercetarea academică publicată din cauza tendinței unor cercetători și editori de a prefera lucrările cu rezultate clare; de exemplu lucrările cu rezultate care indică o constatare semnificativă, conduc la un bias problematic în ceea ce se publică. De cele mai multe ori, studiile cu rezultate semnificative nu par a fi superioare studiilor cu un rezultat nul în ceea ce privește calitatea designului. Cu toate acestea, rezultatele semnificative din punct de vedere statistic s-au dovedit a fi de trei ori mai publicate comparativ cu articolele cu rezultate nul. 

### Biasuri în aplicarea legii

#### Condusul ca negru
Condusul ca negru se referă la profilul rasial al șoferilor afro-americani. Fraza implică faptul că un conducător auto ar putea fi tras pe dreapta de un ofițer de poliție, interogat și cercetat, din cauza unei prejudecăți rasiale.  

#### Profilul rasial
Profilul rasial sau profilul etnic reprezintă actul de a bănui sau a viza o persoană a unei anumite rase pe baza caracteristicilor sau comportamentului observat rasial, mai degrabă decât a suspiciunii individuale.   Profilul rasial se referă în mod obișnuit la utilizarea acestuia de către organele de drept și la conducerea acestora la discriminarea minorităților . 

#### "Victima este de vină" (Blamarea victimei)
Blamarea victimei apare atunci când victima unui act ilicit este învinuită pentru ce i s-a întâmplat. Cazurile tipice sunt: învinuirea păgubașului că nu și-a luat toate măsurile de siguranță sau învinuirea victimei unui viol că a provocat comportamentul agresorului;.încă există sisteme juridice pe glob în care femeia victimă a unui viol este pedepsită, nu bărbatul agresor.
Studiul victimologiei încearcă să atenueze percepția victimelor ca responsabile.

### Biases în mass-media
Bias în mass-media este părtinirea sau percepția părtinitoare a jurnaliștilor și a producătorilor de știri din mass-media în selectarea evenimentelor, poveștile care sunt raportate și modul în care acestea sunt redate. Termenul implică, în general, o pervertire sau o răspândire a unei erori de percepție care încalcă standardele jurnalismului, mai degrabă decât perspectiva unui jurnalist sau a unui articol individual.  Se dezbate îndelung nivelul prejudecăților mass-mediei din diferite tări. Există, de asemenea, grupuri de supraveghere (Watchdog jurnalism) care raportează despre diferitele încălcări ale standardelor în media. 
Limitările practice ale neutralității mass-mediei includ incapacitatea jurnaliștilor de a raporta toate întâmplările și faptele care contează, cerința ca faptele selectate să fie neaparat legate într-o narațiune coerentă, influența guvernului, inclusiv a cenzura ascunse sau pe față, influența proprietarilor sursei de știri, concentrarea proprietății mass-media, selecția personalului, preferințele publicului țintă, presiunea din partea agenților de publicitate . 
Biasul a fost o caracteristică a mass-mediei încă de la nașterea sa în urma inventării presei de tipar. Cheltuielile pentru echipamentele de tipărire timpurii au limitat producția de materiale media la un număr limitat de persoane. Istoricii au descoperit că editorii servesc adesea intereselor grupurilor sociale puternice. 

#### Stabilirea agendei
Stabilirea agendei descrie capacitatea mass-media de a se concentra asupra anumitor întâmplări, dacă un subiect de știri este tratat frecvent și vizibil, audiența va considera problema mai importantă. Adică, importanța sa va crește.

#### Filtrarea informației (Gatekeeping)
Gatekeeping este modul în care informațiile și știrile sunt filtrate pentru public, de fiecare persoană sau corporație de-a lungul drumului. Este "procesul de sacrificare și prelucrare a nenumăratelor fragmente de informații în numărul limitat de mesaje care ajung în fiecare zi la oameni și este rolul centrului mass-mediei în viața publică modernă. [. . . ] Acest proces determină nu numai ce informații sunt selectate, ci și conținutul și natura mesajelor, precum știrile. " 

#### Senzaționalismul
Senzaționalismul este atunci când evenimentele și subiectele din știri și articole sunt suprasolicitate pentru a prezenta impresii încurcate ale evenimentelor, ceea ce poate provoca o denaturare a adevărului unei relatări. Senzaționalul poate implica raportarea unor probleme  și evenimente nesemnificative, sau prezentarea tabloidizantă a unor subiecte cu adevărat edificatoare, mod contrar standardelor jurnalismului profesionist .  

### Alte contexte

#### Bias educațional
Biasul în educație se referă la biasul real sau perceput astfel în sistemul educațional. Conținutul manualelor școlare este adesea supus dezbaterilor și criticilor, deoarece audiența lor este tânără, iar termenul "whitewashing" (în engleză: albire) este folosit pentru a se referi la eliminarea selectivă a dovezilor critice, dăunătoare sau a comentariilor.
Semnificația religioasă în manuale este observată în țările în care religia joacă un rol dominant.  
Pot exista mai multe forme de prejudecăți educaționale.  
Unele aspecte trecute cu vederea, care apar mai ales cu cercurile pedagogice ale școlilor publice și private - surse care nu au legătură cu sărăcirea fiduciară sau mercantilă care ar putea fi amplificate în mod nejustificat - includ prejudecata cadrelor didactice și o prejudecată generală împotriva femeilor care intră în cercetarea STEM.

#### Bias inductiv
Biasul inductiv apare în domeniul învățării mecanice. În procesul de învățare mecancă se caută să se dezvolte algoritmi de învățare care să anticipeze o anumită ieșire.  
Pentru a realiza acest lucru, algoritmul de învățare este dat de cazuri de instruire care arată conexiunea așteptată. Apoi studentul este testat cu noi exemple. Fără alte ipoteze, această problemă nu poate fi rezolvată exact deoarece situațiile necunoscute nu pot fi previzibile.   Biasul inductiv al algoritmului de învățare este setul de ipoteze pe care elevul le folosește pentru a prezice ieșiri la intrări pe care nu le-a mai întâlnit.
Un exemplu clasic de prejudecată inductivă este Briciul lui Occam, care presupune că cea mai simplă ipoteză consistentă este cea mai bună. 

#### Negociere cu cineva din interior
Tranzacționarea cu cineva din interior (engleză: insider) este tranzacționarea unor acțiuni sau altor titluri de valoare (cum ar fi obligațiuni sau opțiuni pe acțiuni ) ale unor companii publice  de către persoane care au acces la informații despre companiile respective care nu sunt publice. În diverse țări, tranzacționarea pe baza informațiilor privilegiate este ilegală, deoarece este văzută ca nedreaptă față de alți investitori care nu au acces la informații, deoarece investitorul cu informații privilegiate ar putea să obțină profituri mult mai mari pe care un investitor tipic nu le-ar putea face. 

#### Meciuri "aranjate"
În sporturile organizate, "aranjarea" meciurilor (ceea ce poular se numește blat) apare atunci când un meci este jucat pentru un rezultat complet sau parțial hotărât dinainte, încălcându-se regulile jocului și, aproape întotdeauna, legea.
Există o varietate de motive pentru acest lucru, dar cea mai comună este în schimbul unei plăți din partea pariorilor. Jucătorii ar putea, de asemenea, să joace în mod intenționat prost pentru a obține un avantaj în viitor. Fixarea meciurilor se referă, în general, la stabilirea rezultatului final al jocului. O altă formă de hotărâre dinainte a meciurilor, cunoscută sub numele de hotărâre la fața locului, implică hotărârea evenimentelor mici într-un meci care este puțin probabil să se dovedească decisiv în determinarea rezultatului final al competiției. 